# Abádszalók
Abádszalók ist eine ungarische Stadt mit gut 4.000 Einwohnern (Stand 2011) im Kreis Kunhegyes im Komitat Jász-Nagykun-Szolnok.

## Geografische Lage
Abádszalók liegt in der Nördlichen Großen Tiefebene, etwa 50 Kilometer südlich von Eger am südlichen Ende des Theiß-Sees. Nachbargemeinden sind Tiszadercs und Tiszabura.

## Geschichte
Die erste Erwähnung des Ortes stammt aus dem Jahre 1271, seit 1717 ist sie dann ununterbrochen bewohnt. Sie entstand aus einer mehrmaligen Vereinigung und Trennung der Gemeinden Tiszaabád und Tiszaszalók. 1740 siedelten sich hier etwa 44 Handwerkerfamilien aus Deutschland an, deren Nachkommen bis in die Gegenwart hier leben.

## Städtepartnerschaften
- Păsăreni (ungarisch Backamadaras), Rumänien
- Rzepiennik Strzyżewski, Polen

## Sehenswürdigkeiten
- Puppen- und Heimatmuseum (Babamúzeum és Faluház)
- Reformierte Kirche
- Römisch-katholische Kirche Szent Kereszt felmagasztalása, erbaut 1774
- Statue der jüdischen NS-Überlebenden Mária Ember (Ember Mária mellszobra)
- Statue von Kálmán Laki (Laki Kálmán mellszobra)
- Theiß-See (Tisza-tó)

## Verkehr
Durch Abádszalók verläuft die Landstraße Nr. 3216. Über den südwestlich der Stadt gelegenen Bahnhof ist die Stadt  angebunden an die Eisenbahnstrecke von Kál-Kápolna nach Kisújszállas.

## Bilder

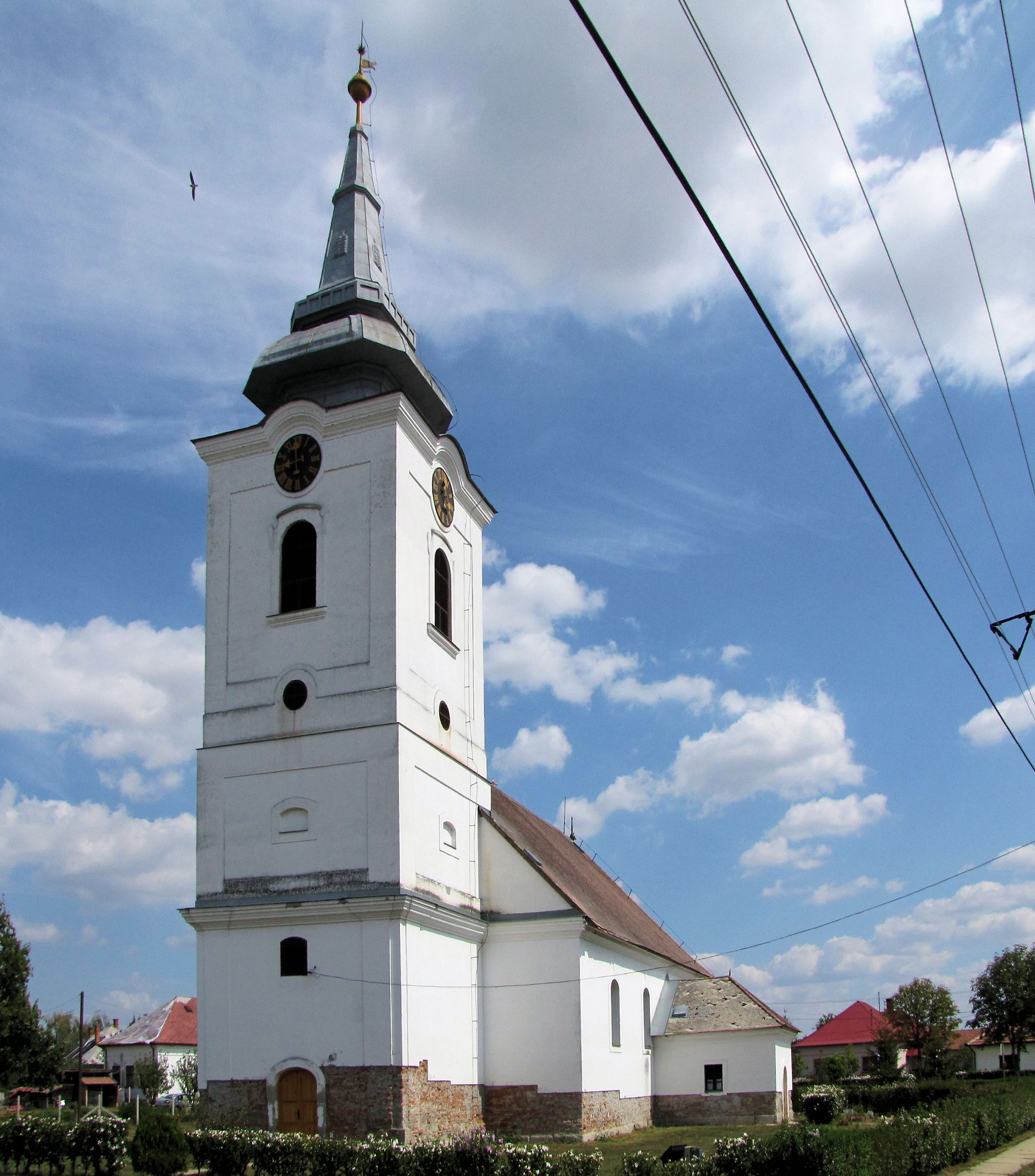
Reformierte Kirche
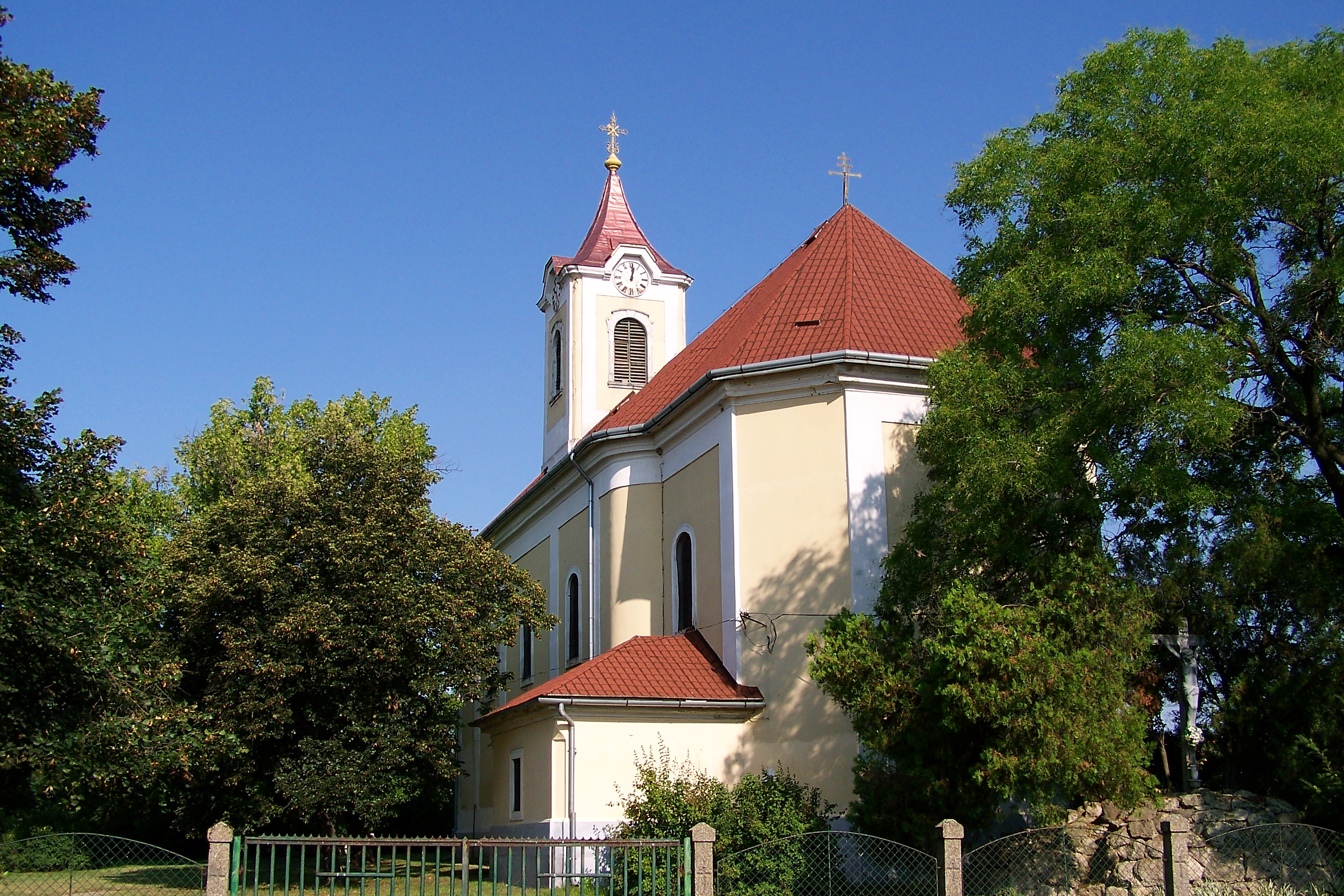
Röm.-kath. Kirche
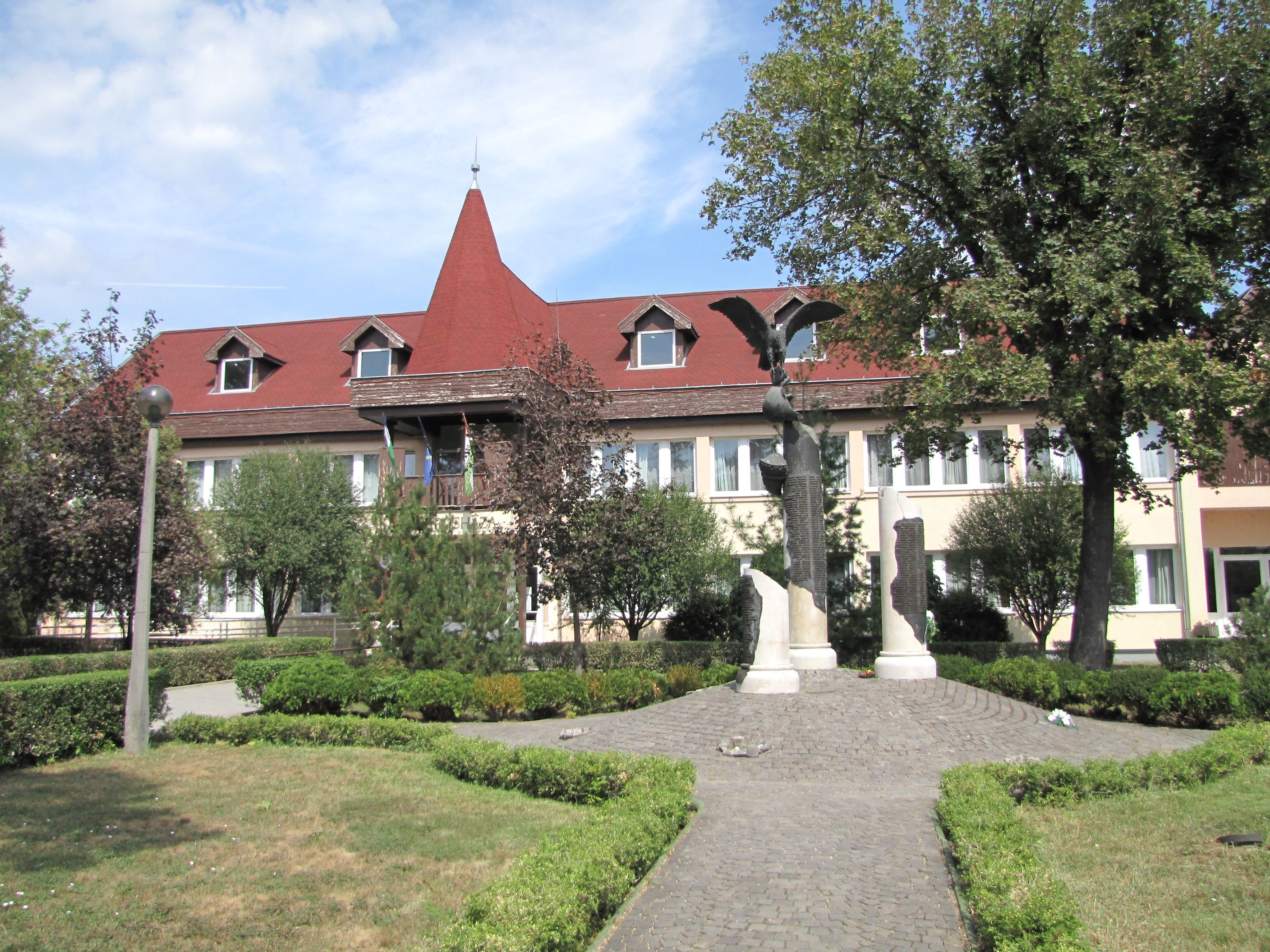
Rathaus
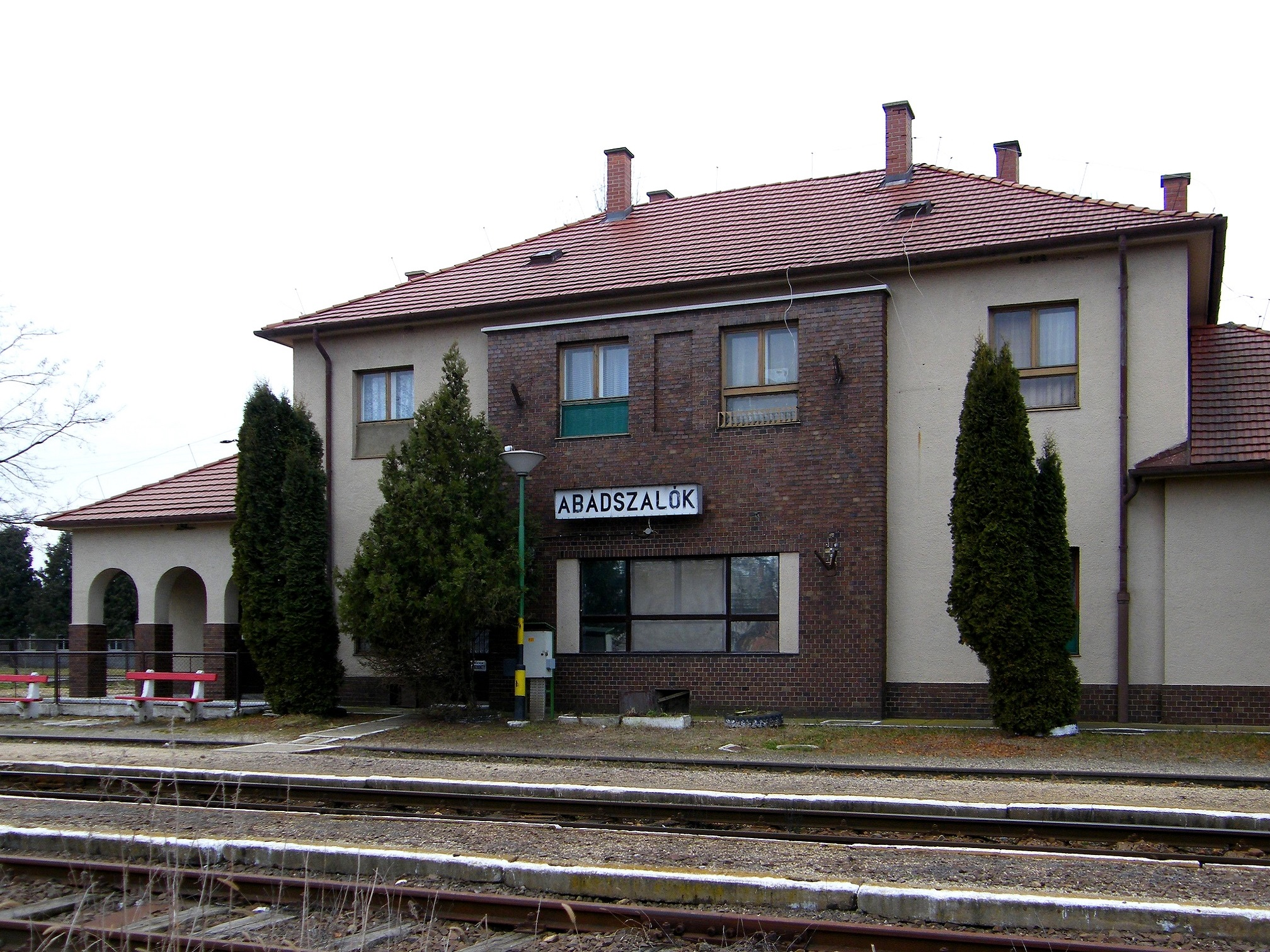
Bahnhof
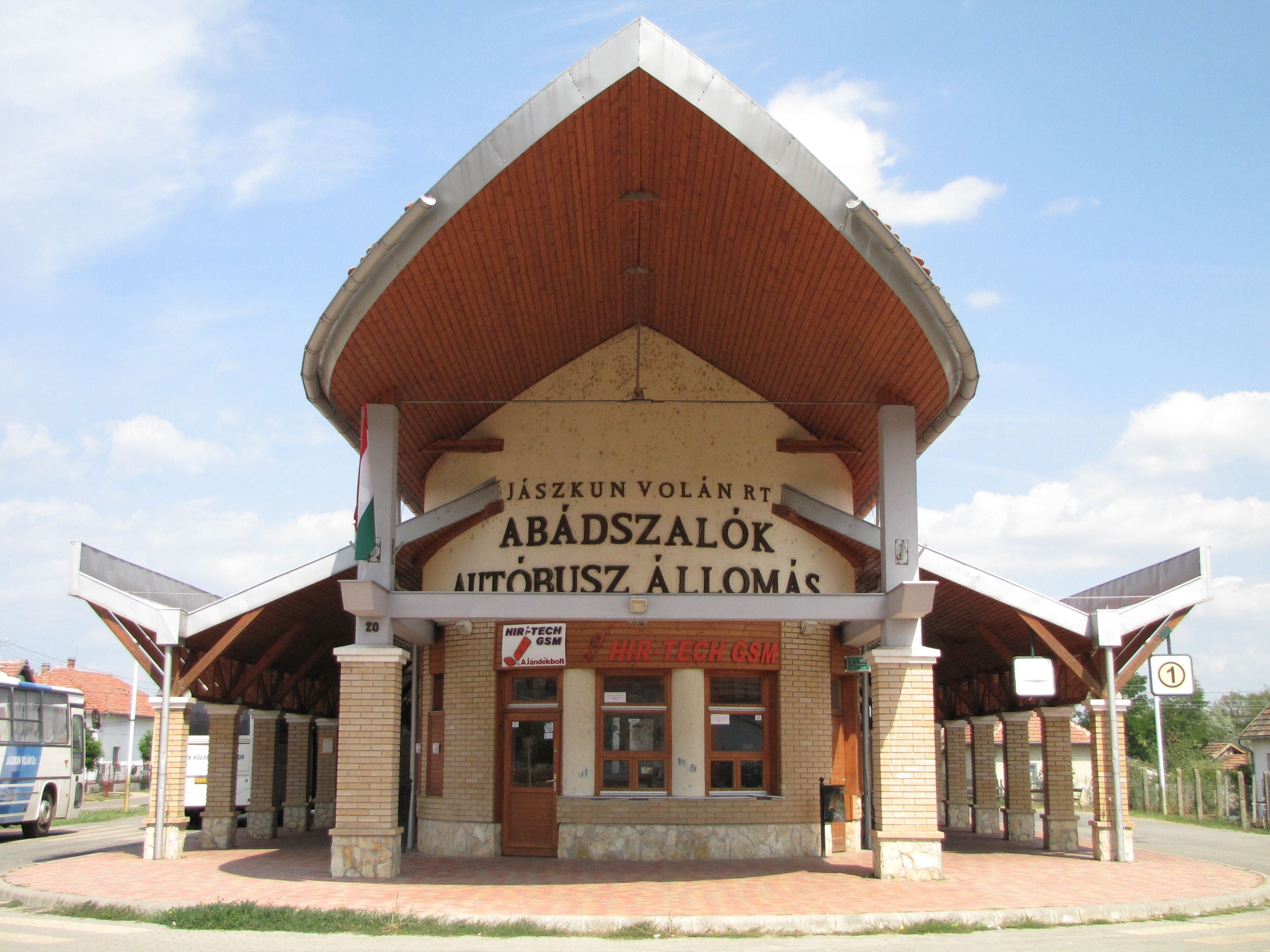
Busbahnhof